# 십자 패드

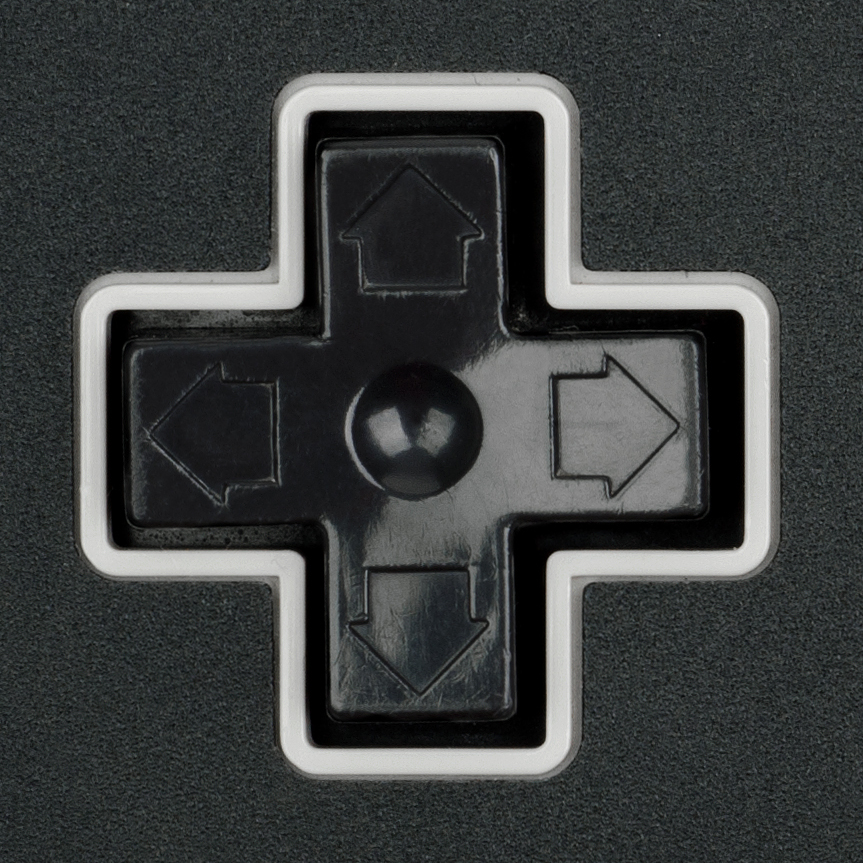
패밀리컴퓨터 컨트롤러의 방향 패드. 에미상을 수상했다.

십자 패드 (十字-), 십자 버튼, 방향 패드는 방향 제어 패드(directional pad)는 비디오 게임을 위해 개발된 소형 입력 방식이다. 영어로 십자패드는 D패드 (D-pad)라 부르며, '방향패드' (Directional pad) 내지는 '디지털 패드' (Digital pad)를 줄인 말이다. 컨트롤 패드 (Control Pad)라고도 부른다. 일본어로는 십자 키 (十字キー)라 부른다. 평평한 십자형 표면이 4개의 내부 스위치에 놓여 엄지손가락 움직임을 방향 제어로 변환하도록 설계되었다. 각 스위치는 기본 방향(위, 아래, 왼쪽, 오른쪽)에 해당하며, 대각선 입력은 두 스위치를 동시에 작동시켜 45도 간격으로 8방향 제어를 가능하게 한다. 중앙 아래의 피벗 메커니즘은 패드를 기울여 4개의 스위치가 동시에 눌리는 것을 방지하고 촉각 피드백을 향상시킨다.
도입 당시 방향 패드는 부피가 큰 조이스틱이 시장을 지배하던 시기에 공간 절약적이고 정밀한 입력 방식을 제공했다. 아날로그 스틱이 현대 게임패드의 주요 방향 입력으로 방향 패드를 대체했지만, 방향 패드의 소형화, 직관성, 다용도 디자인 덕분에 리모컨, 계산기, 개인 정보 단말기, 휴대 전화, 자동차 스테레오 등 다양한 기기에 채택되었다.

## 역사

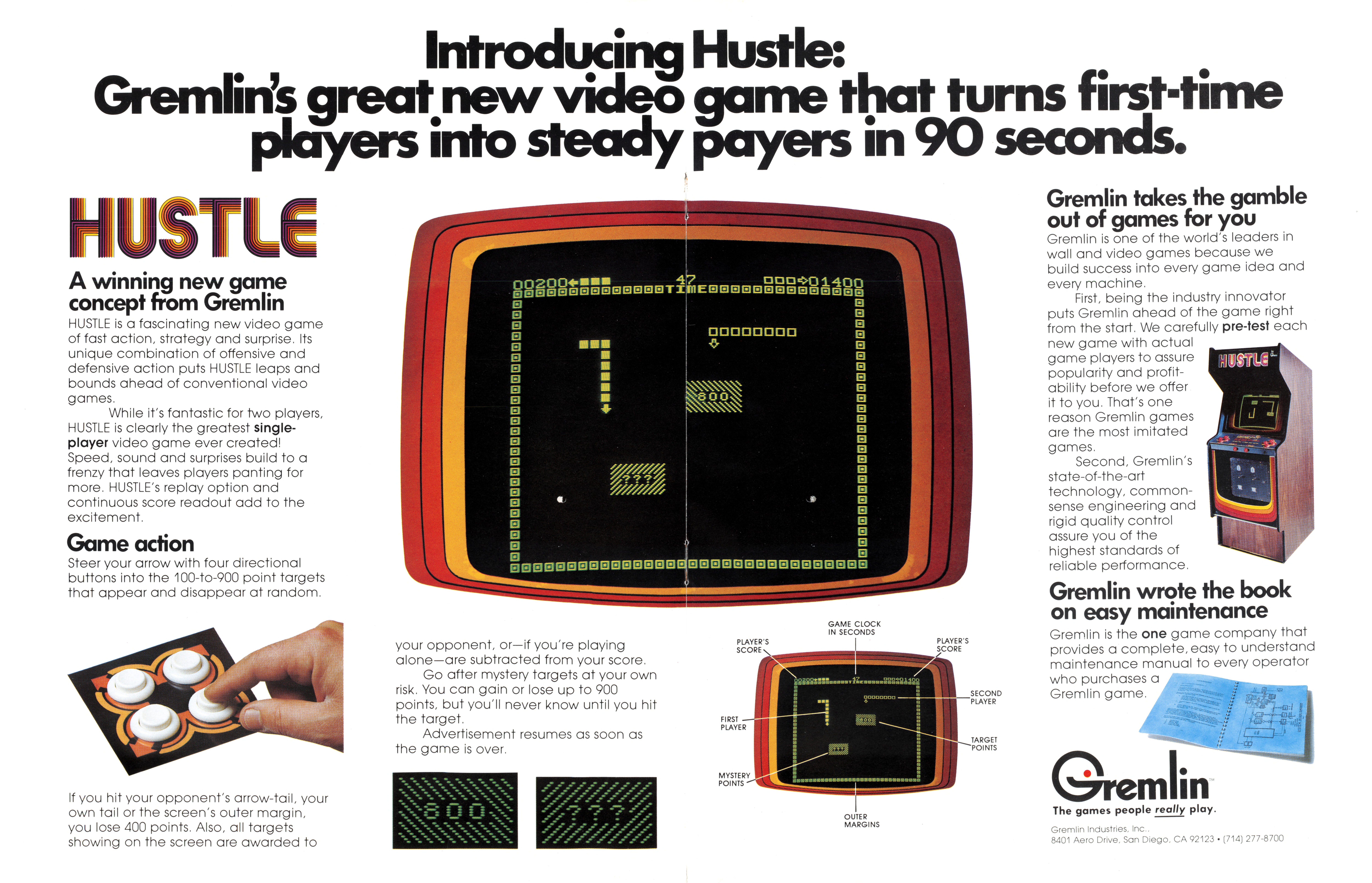
Gremlin의 4버튼 아케이드 입력 방식

방향 패드의 전신은 4개의 분리된 방향 버튼을 사용하는 것이었다. 그렘린의 블록케이드(1976)와 SNK의 뱅가드(1981)와 같은 초기 아케이드 게임은 이 방식을 사용했다. 엔텍스의 단명한 "셀렉트-어-게임" 휴대용 시스템은 일련의 액션 버튼과 함께 방향 버튼을 특징으로 했으며, 미출시된 아타리 게임 브레인과 비디오마스터 스타 체스(VideoMaster Star Chess)와 같은 다른 초기 콘솔도 마찬가지였다. 밀턴 브래들리의 마이크로비전 휴대용 게임기용 코스믹 헌터(Cosmic Hunter, 1981)는 중앙에 다섯 번째 버튼을 추가했으며, 이 모든 버튼은 하나의 고무 멤브레인 아래에 들어있었다.

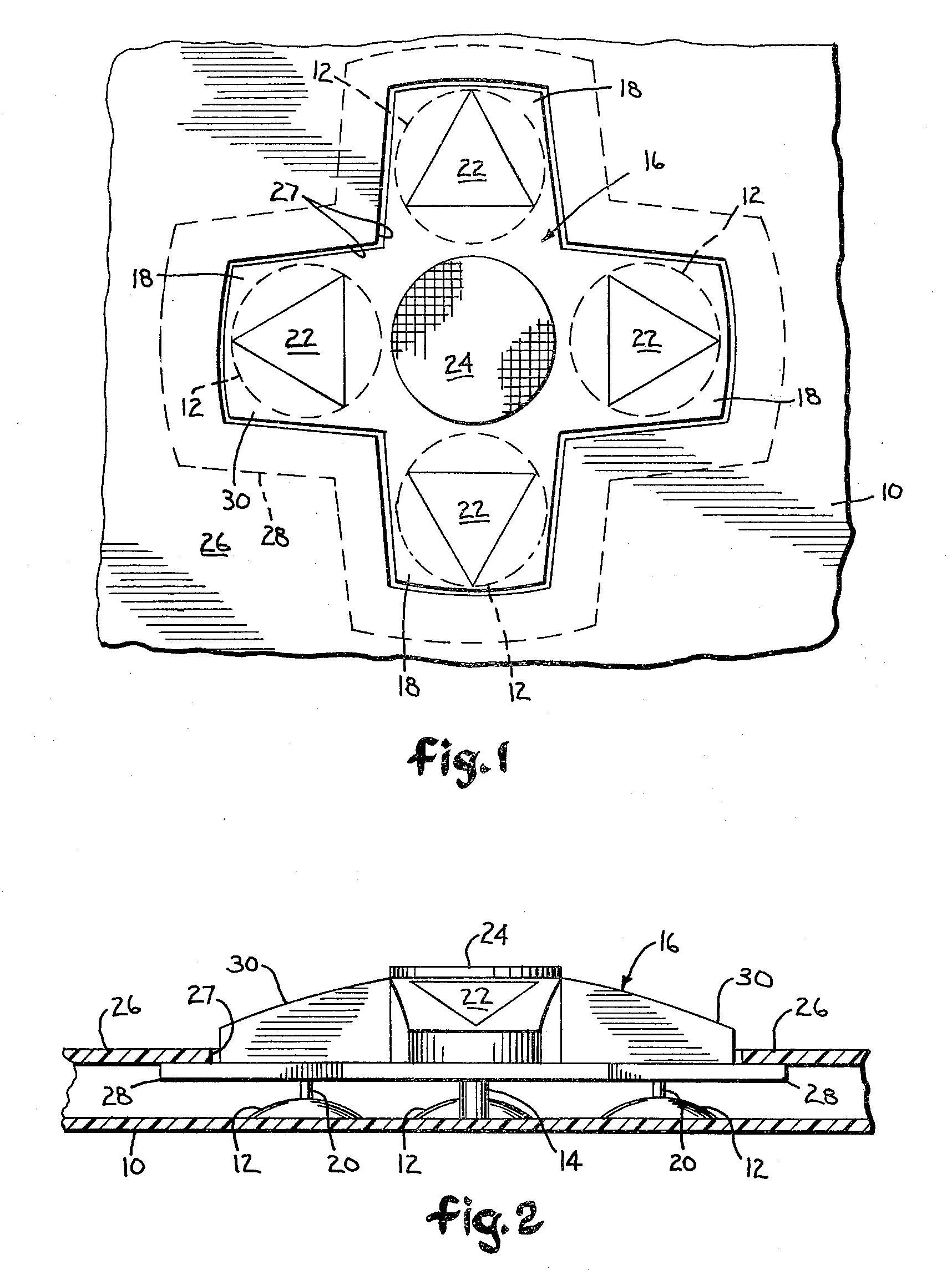
팔리섹의 방향 패드 특허 도면

1979년 윌리엄 F. 팔리섹(William F. Palisek)은 타이거 일렉트로닉스를 위한 최초의 진정한 방향 패드 디자인에 대한 특허를 받았다. 그의 버전은 중앙 피벗에 놓인 단일 플라스틱 조각과 사용하지 않을 때 플라스틱 패드를 중립 위치에 유지하고 입력을 제공하는 4개의 방향 스위치를 특징으로 했다. 타이거는 1980년에 "플레이메이커" 버튼으로 마케팅된 디럭스 풋볼 위드 인스턴트 리플레이(Deluxe Football with Instant Replay) 휴대용 게임기에 이 디자인을 처음 선보였다. 언론은 "원버튼 제어"를 가능하게 했다며 이를 칭찬했다. 같은 해, 마텔은 인텔리비전을 출시했으며, 최대 16방향으로 누름을 인식하는 부드럽고 자유롭게 회전하는 원형 패드를 특징으로 했다. 내부적으로, 금속 스프링이 인텔리비전의 제어 디스크를 인쇄된 마일라 시트 위에 중앙에 고정시킨다.

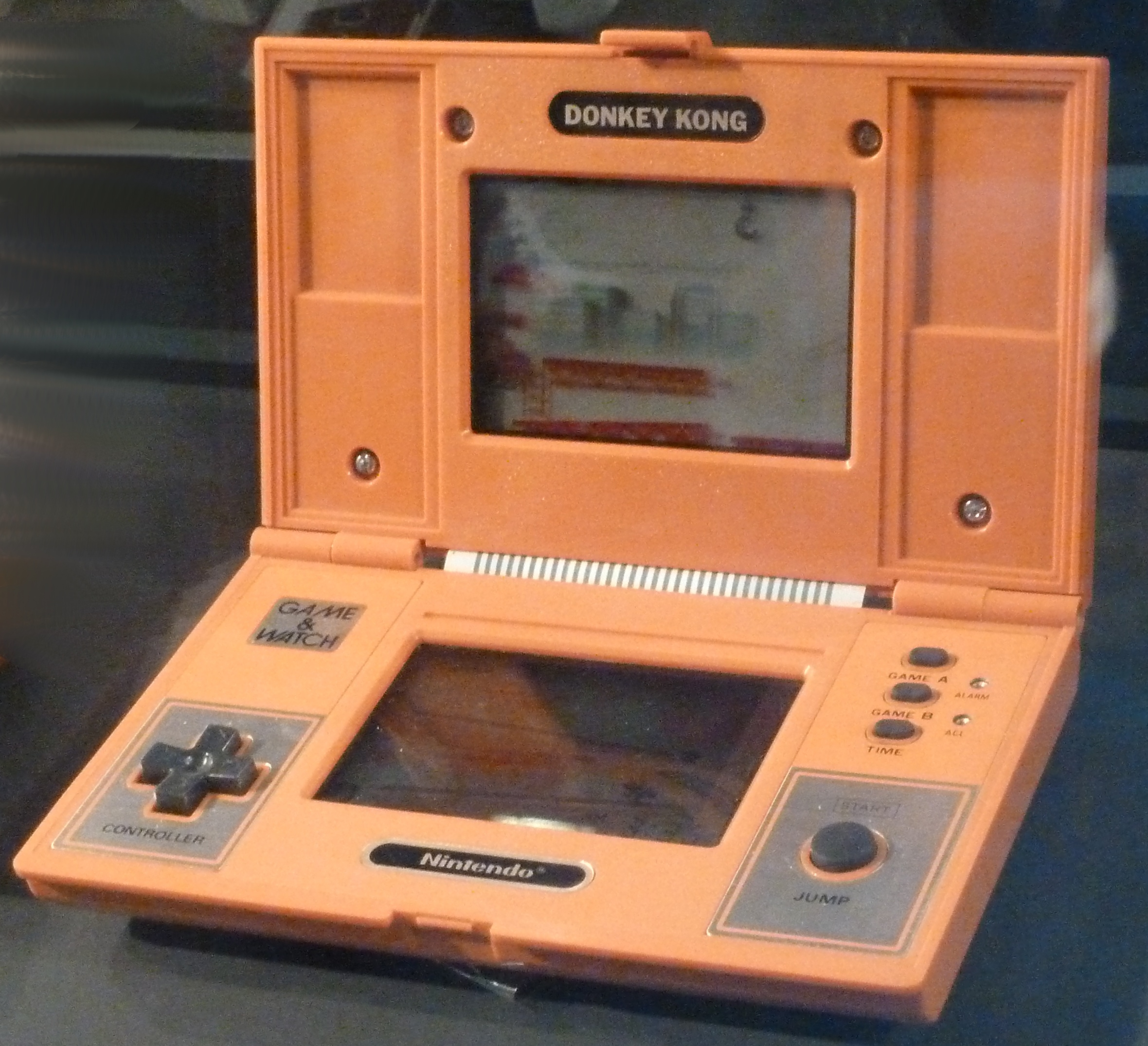
익숙한 십자형 방향 패드가 있는 동키콩(1982) 게임 & 워치 버전

닌텐도의 상징적인 "십자" 디자인은 이치로 시라이(Ichiro Shirai)가 개발했으며, 동키콩 아케이드 게임의 1982년 게임 & 워치 휴대용 버전에서 처음 사용되었다. 돔형 스위치를 사용하고 기기의 중앙에 크게 위치했던 팔리섹의 초기 디자인과 달리, 닌텐도 버전은 크기가 작았고 왼손 엄지손가락으로 조작하기 쉬운 위치에 놓였으며, 누르기 쉬운 멤브레인 스위치를 사용했다. 이 핵심 혁신은 닌텐도 특허 디자인의 특징이 되었다. 이 소형 디자인은 이후의 게임 & 워치 타이틀에서 인기를 얻었다. 이 디자인은 후에 기술 및 공학 에미상을 수상했다.
원래 휴대용 기기의 공간 절약형 제어 방식으로 만들어졌지만, 닌텐도는 곧 방향 패드의 가정용 콘솔에서의 잠재력을 인식하고 이를 매우 성공적인 패밀리컴퓨터(1983년 일본에서 패미컴으로 처음 출시)의 표준 방향 입력 장치로 채택하여 "+Control Pad"라는 이름으로 불렀다. 닌텐도의 판단 근거 중 하나는 방향 패드의 내구성이었고, 컨트롤러가 바닥에 놓여 밟힐 수 있다는 예상이었다. 그 이후로 거의 모든 주요 비디오 게임 콘솔은 컨트롤러에 어떤 형태로든 방향 패드를 포함하게 되었다. 닌텐도의 특허를 침해하지 않기 위해 대부분의 서드 파티 제조업체는 일반적으로 원형 베이스 안에 십자 모양이 삽입된 변형을 채택했다.

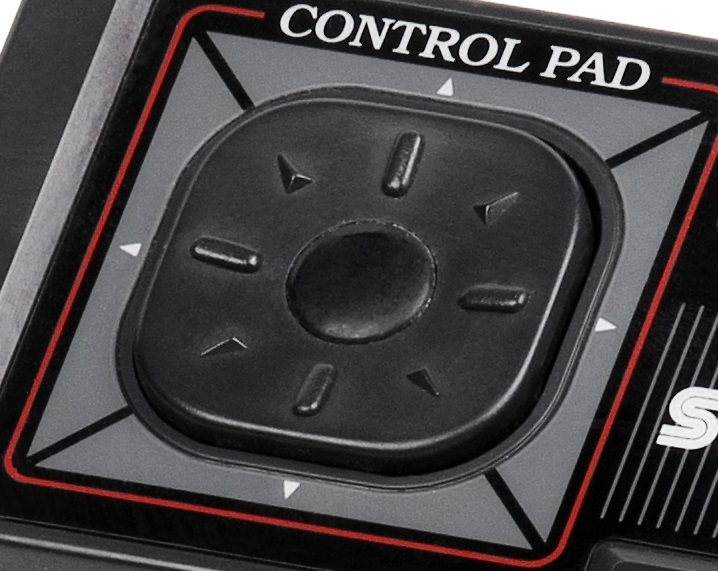
8방향 버튼을 제공하는 세가 마스터 시스템 방향 패드

1984년, 일본의 에폭 사는 게임 포켓 컴퓨터라는 휴대용 게임 시스템을 만들었다. 이 시스템은 방향 패드를 특징으로 했지만, 당시에는 인기가 없었고 곧 사라졌다. 1988년 세가 메가 드라이브가 출시된 후, 세가는 패드를 설명하기 위해 "D 버튼"이라는 용어를 만들었으며, 설명서 및 기타 자료에서 메가 드라이브 컨트롤러를 설명할 때 이 용어를 사용했다. 하지만 아케이드 게임은 대부분 조이스틱을 계속 사용했다.
닌텐도 64부터 시작된 현대 콘솔은 방향 패드와 소형 엄지 조작 아날로그 스틱을 모두 제공한다. 게임에 따라 한 가지 유형의 제어가 다른 유형보다 더 적절할 수 있다. 썸스틱을 사용하는 많은 게임의 경우, 방향 패드는 추가 버튼 세트로 사용되며, 네 개의 버튼 모두 일반적으로 아이템 사용과 같은 일종의 작업에 집중된다. 아날로그 스틱이 없더라도 일부 소프트웨어는 방향 패드의 8방향 기능을 8개의 개별 버튼으로 사용하여 방향이나 화면 이동과는 전혀 관련이 없는 기능을 수행한다. 예를 들어, 닌텐도 DS용 잼 세션은 방향 패드를 사용하여 연주 중에 화음을 선택한다.

## 구성 요소

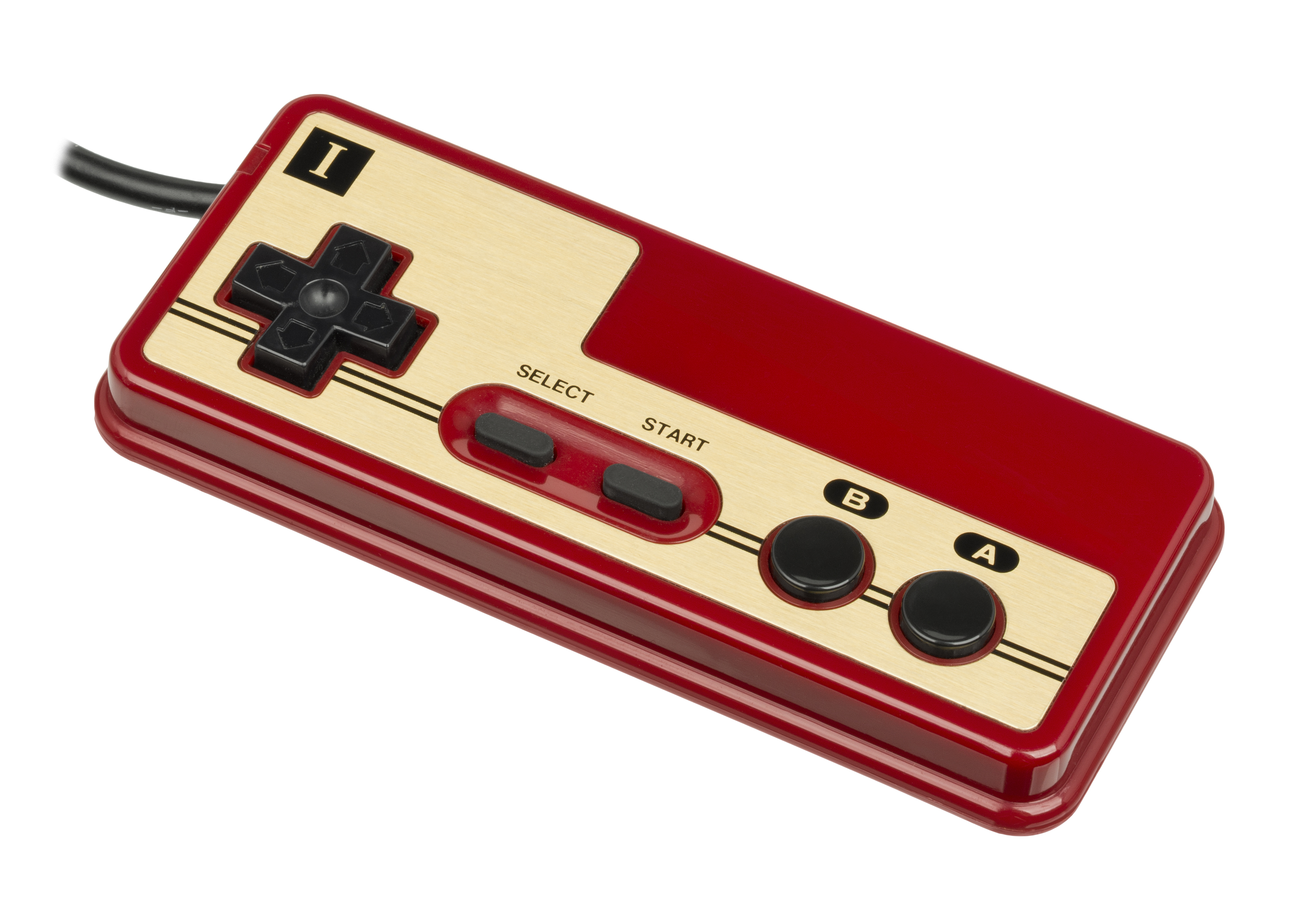
패밀리컴퓨터 컨트롤러. 방향 패드/컨트롤 패드(왼쪽의 십자 모양)는 패미컴 컨트롤러에서 처음으로 인기를 얻었다.

방향 패드는 디자인이 다양하지만 일반적으로 다음을 포함한다.
- 입력을 등록하는 회로 기판[22]
- 회로를 완성하기 위해 보드에 눌러지는 멤브레인[22]
- 중앙의 단단한 피벗[23]
- 플라스틱 방향 패드 "버튼"[22]

컨트롤러 또는 기타 장치의 하우징은 이러한 구성 요소를 함께 고정한다. 중앙 피벗은 네 방향 모두가 동시에 눌리는 것을 방지하고 방향 패드가 눌린 방향으로 기울어지도록 한다. 게임 이외의 용도로는 메뉴 탐색에 사용되며 중앙 피벗이 없을 수도 있다. 일부 리모컨에는 대신 중앙 "선택" 또는 "확인" 버튼이 있다. 터치스크린 사용이 증가하면서 일부 애플리케이션은 가상 방향 패드를 제공한다.

## 비게임 장비에서의 활용

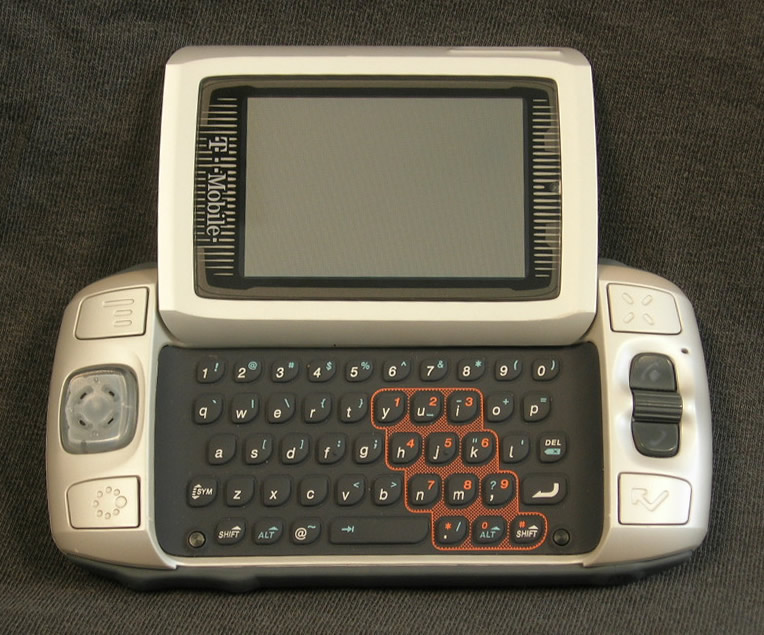
키보드 왼쪽에 방향 패드가 있는 T-모바일 사이드킥

방향 패드는 간단한 탐색 도구로 다양한 메뉴 구동 장치에 나타난다. 비록 게임 장치에 사용되는 것과 겉보기에 유사하지만, 실시간 제어에 최적화되어 있지 않으므로 일반적으로 한 번에 한 방향에서만 입력을 받을 수 있다. 많은 디자인(전부는 아니지만)은 버튼 배열 중앙에 트리거 버튼을 포함하며, 일반적으로 "Enter", "OK" 등으로 표시된다. 일부 오래된 장치에는 방향 패드 자체가 없고, 단순히 단일 축의 위/아래 또는 왼쪽/오른쪽 패드가 있다. 일부 리모컨에서는 방향 패드를 신호 호환 수신기를 사용하여 로봇을 제어하는 데 사용할 수도 있다.
리모컨 장치에서 방향 패드의 버튼은 다른 버튼과 동일하게 작동하며, 일반적으로 화면 메뉴를 탐색하는 데 사용된다. 처음에는 흔하지 않았지만, DVD 형식의 빠른 성공으로 2000년경 방향 패드가 있는 리모컨 디자인이 널리 보급되었고, 현재 대부분의 메뉴 구동 소비자 전자 기기에는 리모컨(그리고 가끔 장치 자체)에 어떤 종류의 방향 패드가 포함되어 있다.
또한, 많은 소형 컴퓨팅 및 통신 장치, 특히 개인 정보 단말기, 휴대 전화, GPS 수신기는 메뉴 탐색뿐만 아니라 조이스틱 또는 마우스와 유사한 일반 입력 장치로 방향 패드를 포함한다. 리모컨에 있는 것과 유사한 덜 정교한 디자인은 일부 계산기, 특히 공학용 계산기 및 그래프 계산기에 나타나며, 방향 패드를 다중 라인 화면의 커서 제어, 입출력 호출, 메뉴 탐색, 그리고 가끔 직접 화면 접근(그래프 계산기는 특히 방향 패드를 사용하여 표시된 그래프의 특정 지점에서 값을 결정할 수 있도록 허용함)에 사용한다. 프로그래밍 가능한 장치에서는 방향 패드를 직접 매핑하여 게임 또는 포인터 제어로 사용할 수도 있다.

## 방향 패드가 있는 콘솔

### 분리형 컨트롤러가 있는 콘솔
- 1983 – 패밀리컴퓨터
- 1984 – SC-3000/SG-1000 (선택 사양 SJ-150 조이패드)
- 1984 – SG-1000 II
- 1984 – 아타리 7800 (CX-78 컨트롤러)
- 1985 – 세가 마스터 시스템
- 1987 – PC 엔진
- 1988 – 메가 드라이브
- 1990 – 슈퍼 패미컴
- 1990 – 필립스 CD-i
- 1993 – 3DO 인터랙티브 멀티플레이어
- 1993 – 아미가 CD32
- 1993 – 아타리 재규어
- 1994 – 세가 새턴
- 1994 – 플레이스테이션 (콘솔)
- 1994 – PC-FX
- 1995 – 버추얼 보이 (두 개의 방향 패드)
- 1995 – 피핀
- 1996 – 닌텐도 64
- 1998 – 드림캐스트
- 2000 – 플레이스테이션 2
- 2001 – 닌텐도 게임큐브
- 2001 – 엑스박스 (콘솔)
- 2005 – 엑스박스 360
- 2006 – 플레이스테이션 3
- 2006 – Wii
- 2012 – Wii U
- 2013 – 우야
- 2013 – 플레이스테이션 4
- 2013 – 엑스박스 원
- 2013 – 게임스틱
- 2015 – 쉴드 안드로이드 TV
- 2017 – 닌텐도 스위치 (Nintendo Switch Pro 컨트롤러 / 닌텐도 스위치 라이트만 해당)
- 2020 – 플레이스테이션 5
- 2020 – 엑스박스 시리즈 X/S
- 2021 – 아타리 VCS (2021년 콘솔)
- 2025 - 닌텐도 스위치 2 (프로 컨트롤러만 해당)

### 휴대용 콘솔
- 1980 – 타이거 일렉트로닉스 (플레이메이커)[25][26]
- 1981 – 토미트로닉스 (트론)[27]
- 1982 – 게임 & 워치 (동키콩)
- 1984 – 게임 포켓 컴퓨터
- 1989 – 게임 보이 라인
- 1989 – 아타리 링크스
- 1990 – 게임 기어
- 1994 – 메가 제트
- 1995 – 노매드 (게임기)
- 1998 – 포켓스테이션
- 2001 – GP32
- 2003 – 리프스터
- 2004 – 닌텐도 DS
- 2004 – 플레이스테이션 포터블
- 2006 – 닌텐도 DS 라이트
- 2008 – GP2X F200[28]
- 2009 – Mi2
- 2009 – 닌텐도 DSi
- 2009 – GP2X 위즈
- 2009 – PSP Go
- 2010 – 닌텐도 DSi XL
- 2011 – 판도라
- 2011 – 닌텐도 3DS
- 2011 – 플레이스테이션 비타
- 2013 – 닌텐도 2DS
- 2013 – 엔비디아 쉴드
- 2014 – 뉴 닌텐도 3DS
- 2017 – 뉴 닌텐도 2DS XL
- 2019 – 닌텐도 스위치 라이트
- 2022 – Steam Deck
- 2022 – 패닉 플레이데이트

## 같이 보기
- 게임패드
- 조이스틱
- 방향키 - 컴퓨터의 버튼